# Laurens de Haan
Laurens de Haan (né le 15 janvier 1937) est un économiste néerlandais et professeur émérite de probabilités et de statistiques mathématiques à l'Université Erasmus de Rotterdam, spécialisé dans la théorie des valeurs extrêmes.

## Biographie
Né à Rotterdam, De Haan obtient sa maîtrise en mathématiques à l'Université d'Amsterdam en 1966, et son doctorat en mathématiques en 1970 sous la direction de Johannes Runnenburg pour la thèse "On regular variation and sample extremes".
De Haan commence sa carrière universitaire en 1966 en tant que chercheur en probabilités et statistiques au Mathematisch Centrum d'Amsterdam. De 1971 à 1972, il est professeur adjoint invité à l'Université Stanford. En 1977, il est nommé professeur de probabilités et de statistiques mathématiques à l'Université Erasmus, où il reste jusqu'à sa retraite en 1998. De 1990 à 1992, il est doyen associé de la School of Economics. De 2008 à 2011, il est professeur à temps partiel de statistique à l'Université de Tilbourg.
En 1977, il est élu membre de l'Institut de statistique mathématique (IMS), et il est professeur invité à l'Université de Pékin en 1994. Il reçoit un doctorat honoris causa de l'Université de Lisbonne en 2000 et la conférence Medallion lors de la réunion annuelle de l'IMS à Göteborg en 2000.

## Travaux
Il participe au "Overschrijdingslijnen", un projet de recherche basé sur l'analyse des valeurs extrêmes, destiné à fournir de nouvelles normes pour les défenses maritimes néerlandaises. Il est commandé par le ministère des Travaux publics, à partir de 1984 et terminé en 1992.
Il participe aussi au projet Neptune, à plus grande échelle mais similaire, parrainé par l'Union européenne via le programme MAST et en coopération avec BMT Port & Coastal Limited, Delft Hydraulics, Rijkswaterstaat, GKSS-Forschungszentrum Geest-hacht GmbH, l'Université de Lancaster et l'Université d'East Anglia. Les aspects nouveaux sont : d'une part le montage large partant des données climatologiques descendant jusqu'aux hauteurs d'eau et aux mouvements près des côtes britanniques et néerlandaises et d'autre part le montage statistique de plus grande dimension dans l'analyse des valeurs extrêmes (1995-1997). Il est terminé en mars 1997.
Il bénéficie d'une bourse de recherche collaborative de l'OTAN (1991-1995) avec Sidney Resnick (Cornell University) et d'une bourse de l'Union européenne "Formation par la recherche" (cat. 40) dans le cadre du programme "Formation et Mobilité des Chercheurs", à Lisbonne, de janvier à juin 1997. Il contribue au projet "Taux d'intérêt extrêmes", pour la compagnie d'assurance ING, conjointement avec H. Drees, Heidelberg (1999-2000).

## Ouvrages
- 1970. On regular variation and its application to the weak convergence of sample extremes Tracés du centre de mathématiques
- 1979. A simple asymptotic estimate for the index of a stable distribution . Rapport technique. Département de statistique, Colorado State University.
- 1987. Estimates of the rate of convergence for max-stable processes. Rapport Institut économétrique.
- 1987. On regular variation of probability densities. Rapport Institut économétrique
- 2006. Extreme Value Theory: An Introduction. Avec Ana Ferreira. Série Springer en recherche opérationnelle et ingénierie financière.